# Teken (symbool)
Een teken is een woord, gebaar, voorwerp of andersoortige betekenisdrager die verwijst naar een betekenis. De semiotiek, de wetenschap die tekens bestudeert, onderscheidt drie soorten tekens: de index, de icoon en het symbool.

## Tekens

### Index
- taal (zie ook taalkunde)
  - leestekens
  - programmeertalen

- schrift
  - hiërogliefen
  - spijkerschrift
  - Grieks schrift
  - Latijns alfabet
    - Afzonderlijke schriftelementen:
    - @-teken (apenstaartje)
    - &-teken (Ampersand)
    - ©-teken
    - €-teken
    - ® en ™ tekens
    - $-teken

  - Cyrillisch schrift
  - Devanagari
  - Chinees schrift
  - Japans schrift
  - braille
- muziekschrift
  - Afzonderlijke schriftelementen:
  - herstellingsteken
  - kruis
  - mol
  - sleutel
  - voortekens
  - rust
  - muzieknoten

### Valutatekens
Voor eigen en vreemde valuta worden ook wel tekens gebruikt:
- Kaart met valutatekens
- € euro
- ƒ gulden
- $ dollar
- £ pond, wordt ook gebruikt voor de Italiaanse lire
- ¥ yen
- ¤ munteenheidsteken

### Wiskundige tekens
Er zijn zeer veel wiskundige symbolen. De meest gebruikte zijn:
- + plusteken
- − minteken
- ± plus of min of plusminus
- × maal
- · maal (wordt gebruikt vanaf de middelbare school)
- ÷ gedeeld door
- = gelijkteken, in programmeertalen ook == en EQ
- ≡ identiek aan
- < kleiner dan, in programmeertalen ook LT
- > groter dan, in programmeertalen ook GT
- ≤ kleiner dan of gelijk aan, in programmeertalen ook <= en LE
- ≥ groter dan of gelijk aan, in programmeertalen ook >= en GE
- ≠ ongelijkteken, in programmeertalen ook <>, != en NE
- ∫ integraal
- ∩ doorsnede (verzamelingenleer)
- ~ tilde, logische negatie, in programmeertalen ook !, ¬ en NOT
- ∧, logische EN, in programmeertalen ook &, &&, and en /\
- ∨, logische OF, in programmeertalen ook |, ||, or en \/

In wetenschappelijke documenten worden bovendien veel tekens uit het Griekse alfabet gebruikt.
In andere talen, of in technische geschriften, worden nog meer tekens gebruikt. In lopende tekst zijn deze niet gebruikelijk.
- # het "hekje", waarmee in het Engels een (rang)nummer of aantal wordt aangegeven
- / schrap, Duitse komma (vaak wordt hiervoor het Engelse woord slash gebruikt)
- \ backslash

Verder zijn er nog de diakritische tekens, die bijvoorbeeld samenhangen met de uitspraak van een woord, zoals de accenten (op é en è bijvoorbeeld).

#### In de etymologie
< wordt soms ook gebruikt om etymologische herkomst aan te geven, bijvoorbeeld: fortuin < ofra. fortune < lat. fortuna

### Overige tekens
In tekst worden ook wel andere tekens gebruikt, die geen leestekens zijn.
- © copyrightteken
- ® gedeponeerd handelsmerk
- & et-teken (vaak wordt hiervoor het Engelse woord ampersand gebruikt) een ligatuur van: e + t = et Latijn voor en
- * asterisk
- @ at, aapje of apenstaartje, een teken dat bijvoorbeeld in e-mailadressen voorkomt
- [ en ] rechte haakjes of blokhaken
- { en } accolade
- % procentteken
- ‰ promilleteken
- § paragraaf
- ° graad, zoals in graden Celsius.
- _ underscore, of onderstrepingsteken. Het stamt uit de tijd van de typemachine. Toen was de underscore de enige manier om tekst te onderstrepen. Tegenwoordig wordt het vaak gebruikt te vervanging van de spatie, waar een spatie niet mogelijk is. (Bijvoorbeeld in computer bestandsnamen, URL's en e-mailadressen)
- in de biologie
  - ♀ vrouwelijk
  - ♂ mannelijk
  - ⚥ tweeslachtig of hermafrodiet
  - ☉ eenjarige plant
  - ⚇ tweejarige plant
  - ♄ houtige plant
- symbolen van de dierenriem
- gebarentaal
- morse

### Iconen
- pictogrammen

### Symbool
- religieuze symbolen
  - kruisteken

- andere symbolen
  - vlaggen
  - wapens
  - symbolen van Esperanto
  - verkeerstekens